# Australia 108
 Australia 108 (in precedenza 70 Southbank Boulevard) è un grattacielo nel Southbank distretto di Melbourne, Victoria, Australia. Dopo essere stato rabboccato a novembre 2019, è diventato l'edificio più alto in Australia per altezza del tetto, superando la Torre Eureka e il secondo edificio più alto in Australia per altezza totale, superato solo dalla Q1 Tower.

## Caratteristiche
L'edificio, alto 316 metri presenta 1.105 appartamenti divisi su 100 piani. La costruzione è iniziata nel 2015, con il completamento che è stato effettuato nel 2020.
I piani prevedevano inizialmente una torre più bassa: 226 metri per 72 piani. Nel 2012, questi progetti sono stati rivisti e reinventati a favore di un progetto con un'altezza di 388 metri e 108 piani. Questa proposta è stata approvata dal governo dello stato nel marzo 2013; tuttavia, è stata accantonata quattro mesi dopo, dopo aver lottato per soddisfare le condizioni imposte dalle autorità governative.

## Ripartizione piani
| Piano terra                                                        | Piano terra                                                        | Piano terra                                                        | Piano terra                                                        | Piano terra                                                        |
| Legenda: Residenziale/Servizi · Uso misto · Meccanico · Parcheggio | Legenda: Residenziale/Servizi · Uso misto · Meccanico · Parcheggio | Legenda: Residenziale/Servizi · Uso misto · Meccanico · Parcheggio | Legenda: Residenziale/Servizi · Uso misto · Meccanico · Parcheggio | Legenda: Residenziale/Servizi · Uso misto · Meccanico · Parcheggio |
| Livello (piano)                                                    | Altezza                                                            | Funzione                                                           | Diagramma rif.                                                     | Diagramma                                                          |
| ------------------------------------------------------------------ | ------------------------------------------------------------------ | ------------------------------------------------------------------ | ------------------------------------------------------------------ | ------------------------------------------------------------------ |
| Tetto                                                              | 316,675 m (1 038,96 ft)                                            | -                                                                  | S                                                                  |                                                                    |
| 100                                                                | 312,375 m (1 024,85 ft)                                            | Sky Lounge                                                         | R                                                                  |                                                                    |
| 98-99                                                              | 303,175 m (994,67 ft)                                              | pianta                                                             | Q                                                                  |                                                                    |
| 96-97                                                              | 296,775 m (973,67 ft)                                              | Nova                                                               | P                                                                  |                                                                    |
| 95                                                                 | 293,575 m (963,17 ft)                                              | Stellare                                                           | O                                                                  |                                                                    |
| 87-94                                                              | 267,975 m (879,18 ft)                                              | Stellar Rise                                                       | N                                                                  |                                                                    |
| 72-86                                                              | 220,35 m (722,9 ft)                                                | Star Rise                                                          | M                                                                  |                                                                    |
| 71                                                                 | 217,15 m (712,4 ft)                                                | Impianto / Mezzanine                                               | L                                                                  |                                                                    |
| 70                                                                 | 213,95 m (701,9 ft)                                                | Lobby Sky                                                          | K                                                                  |                                                                    |
| 69                                                                 | 210,75 m (691,4 ft)                                                | Outrigger / pianta                                                 | J                                                                  |                                                                    |
| 68                                                                 | 207,7 m (681 ft)                                                   | Outrigger / BMU                                                    | I                                                                  |                                                                    |
| 44-67                                                              | 134,5 m (441 ft)                                                   | Sky Rise 2                                                         | H                                                                  |                                                                    |
| 42-43                                                              | 128,4 m (421 ft)                                                   | Outrigger / pianta                                                 | G                                                                  |                                                                    |
| 14-41                                                              | 43 m (141 ft)                                                      | Sky Rise 1                                                         | F                                                                  |                                                                    |
| 12-13                                                              | 38 m (125 ft)                                                      | Stabilizzatore                                                     | E                                                                  |                                                                    |
| 11                                                                 | 34,8 m (114 ft)                                                    | Ricreazione                                                        | D                                                                  |                                                                    |
| 1-10                                                               | 5 m (16 ft)                                                        | Parcheggio                                                         | C                                                                  |                                                                    |
| Terra                                                              | 0 m (0 ft)                                                         | -                                                                  | B                                                                  |                                                                    |
| Seminterrato                                                       | −2,3 m (−7,5 ft)                                                   | Seminterrato 1                                                     | A                                                                  |                                                                    |
| Ricerca:                                                           |                                                                    |                                                                    |                                                                    |                                                                    |